# Гаевка (Лакедемоновское сельское поселение)
Гае́вка — село в Неклиновском районе Ростовской области.
Входит в состав Лакедемоновского сельского поселения.

## Население
| 2010 |
| ---- |
| 385  |

## Улицы
- ул. Ленина,
- пер. Миусский,
- ул. Набережная.